# Mông Cổ bao vây Khai Phong
Quân Mông Cổ bao vây Khai Phong từ năm 1232 đến năm 1233, kết quả là chiếm được Biện Kinh của triều Kim. Người Mông Cổ và Kim khi đó đã giao chiến trong gần hai thập niên kể từ năm 1211 sau khi người Kim từ chối yêu cầu làm chư hầu cho Mông Cổ. Oa Khoát Đài Hãn phái hai đạo quân đi bao vây Khai Phong, một đạo quân do ông trực tiếp chỉ huy, đạo còn lại do em là Đà Lôi chỉ huy. Người Mông Cố đến chân thành Khai Phong vào ngày 8 tháng 4 năm 1232.
Cuộc bao vây khiến trong thành túng quẫn, các cư dân trong thành phải đối diện với nạn đói và bệnh tật. Các binh sĩ Kim thủ thành với hỏa thương và hỏa pháo, tiêu diệt và làm trọng thương nhiều quân Mông Cổ. Người Kim nỗ lực cầu hòa, song lại ám sát một sứ giả của Mông Cổ nên thất bại. Kim Ai Tông đào thoát khỏi thành đến Thái châu. Khai Phong nằm dưới quyền Nguyên soái Thôi Lập, song Thôi Lập hành quyết những người trung thành với triều đình và dâng thành đầu hàng Mông Cổ. Người Mông Cổ chiếm Khai Phong vào ngày 26 tháng 2 năm 1233 và cướp phá. Triều Kim sụp đổ khi Thái Châu thất thủ vào năm 1234.

## Bối cảnh

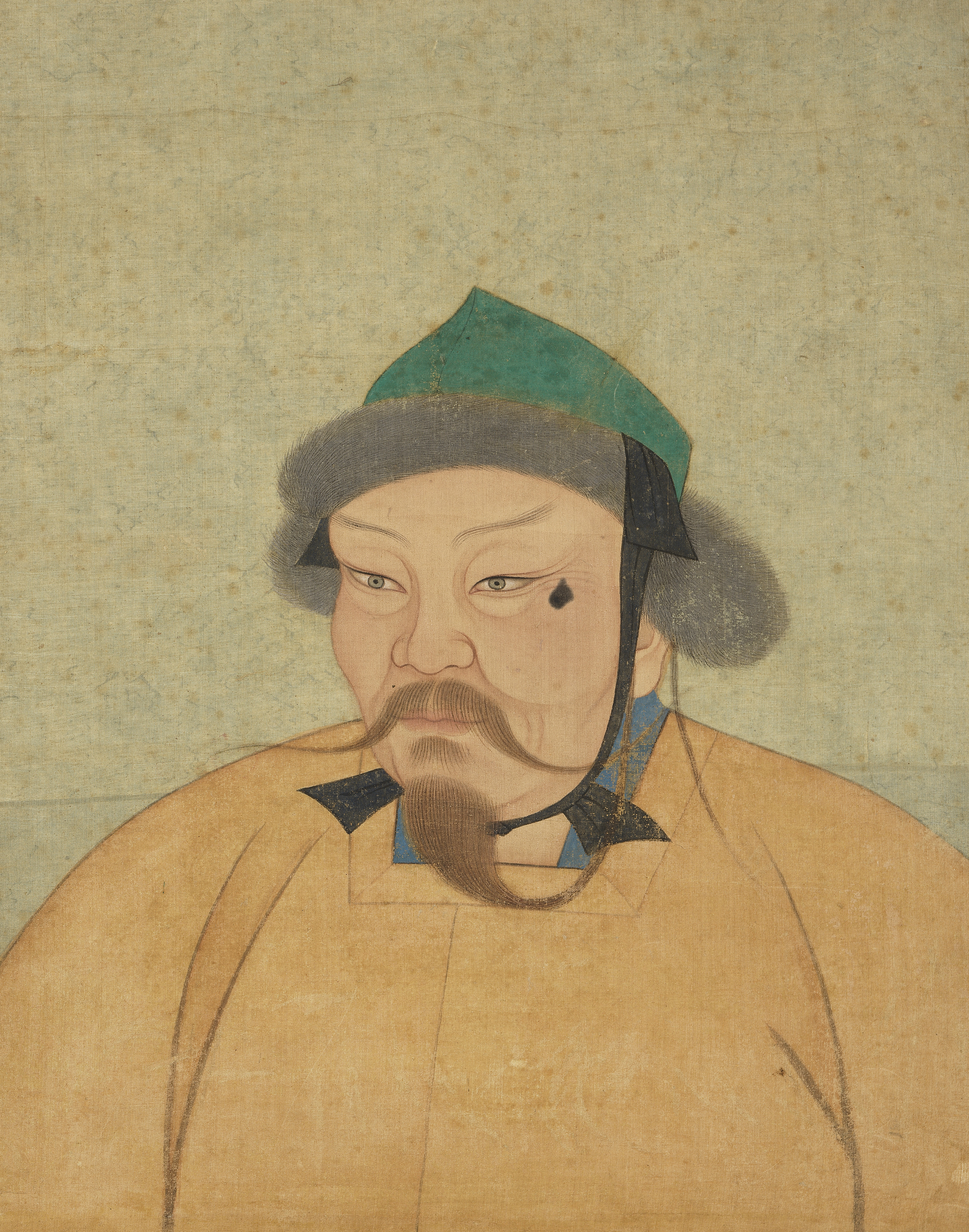
Oa Khoát Đài Hãn

Thiết Mộc Chân xưng là khả hãn vào năm 1206, tức Thành Cát Tư Hãn. Người Mông Cổ thống nhất dưới quyền lãnh đạo của Thành Cát Tư Hãn, và đánh bại các bộ lạc kình địch trên các thảo nguyên. Cùng thời kỳ, Trung Quốc bị phân chia: Kim kiểm soát khu vực phía bắc Hoài Hà, Nam Tống cai trị phía nam Hoài Hà, còn Tây Hạ kiểm soát khu vực tây bắc. Quân Mông Cổ chinh phục Tây Hạ vào năm 1210. Trong cùng năm đó, người Mông Cổ từ bỏ địa vị chư hầu với Kim. Thù địch giữa Kim và Mông được tích tụ. Người Mông Cổ thèm muốn sự thịnh vượng trong lãnh thổ Kim. Họ cũng nuôi một mối thù với Kim do sự kiện ám sát Yêm Ba Hài, một trong những tiền bối của Thành Cát Tư Hãn, và do hành vi thô lỗ của Hoàng đế Kim Hoàn Nhan Vĩnh Tế đối với Thiết Mộc Chân khi Vĩnh Tế còn là thân vương.

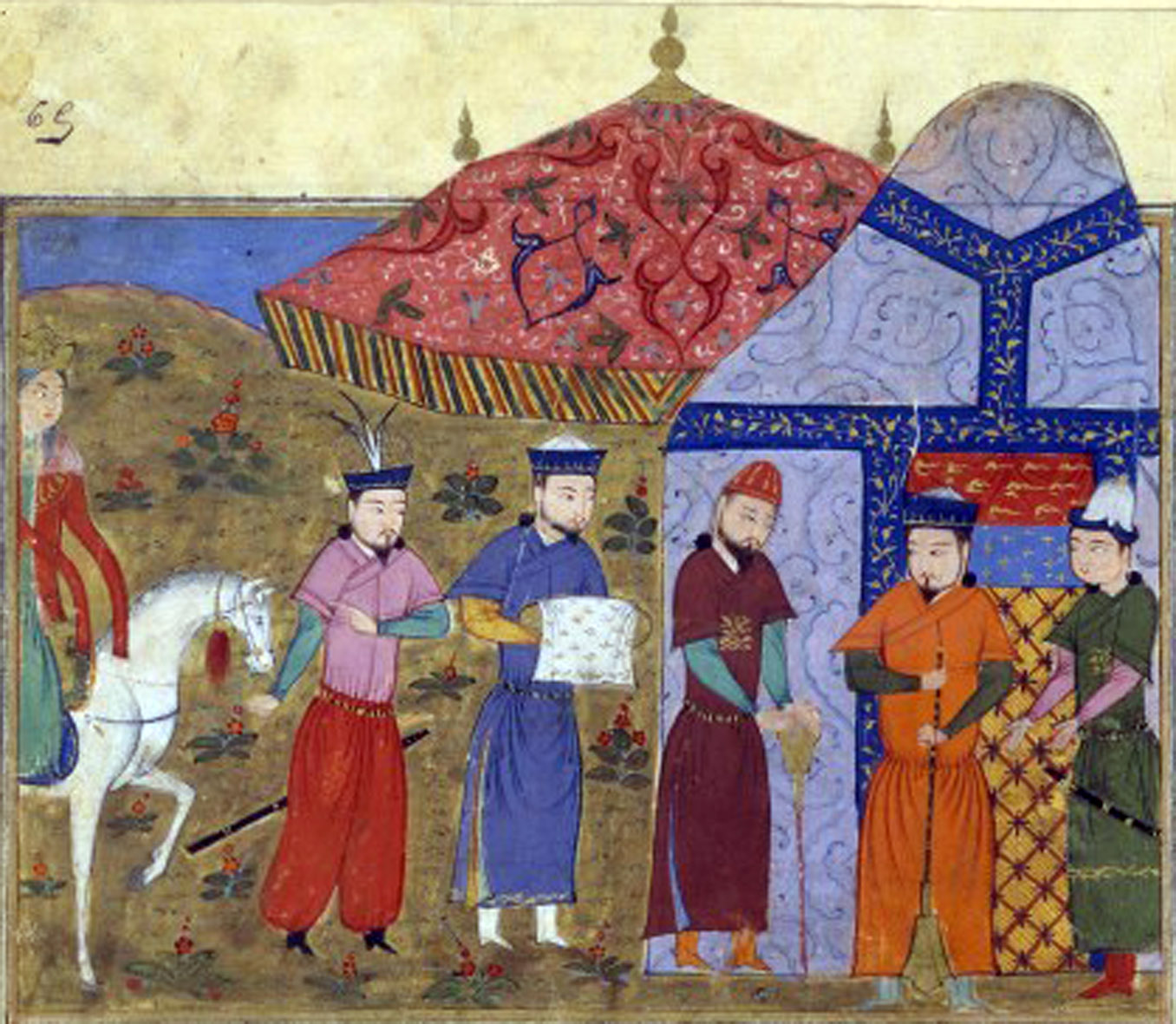
Thành Cát Tư Hãn tiếp nhận sứ thần của Kim

Người Mông Cổ biết tin Kim đang chịu nạn đói, và tiến hành xâm chiếm vào năm 1211. Hai đạo quân Mông Cổ được phái đến lãnh thổ Kim, một dưới quyền chỉ huy của Thành Cát Tư Hãn. Kim tập hợp quân đội và củng cố thành trì để chuẩn bị kháng cự Mông Cổ xâm nhập. Chiến lược của Mông Cổ dựa trên việc chiếm các khu dân cư nhỏ và bỏ qua các thành phố chính. Họ cướp phá rồi rút lui vào năm 1212. Người Mông Cổ trở lại vào năm sau và bao vây kinh đô Trung Đô (Bắc Kinh ngày nay) của Kim vào năm 1213. Người Mông Cổ không thể chiếm được thành, song họ đã đe dọa buộc hoàng đế Kim phải cống nạp. Họ rút lui vào năm 1214. Trong cùng năm, lo sợ trước một cuộc bao vây khác, Kim chuyển kinh đô từ Trung Đô đến Biện Kinh Khai Phong phủ. Người Mông Cổ lại bao vây Trung Đô vào năm 1215 khi biết tin triều đình Kim đã đào thoát khỏi thành. Thành Trung Đô thất thủ vào ngày 31 tháng 5, và đến năm 1216, Kim đã để mất những phần lãnh thổ lớn vào tay Mông Cổ
Trong khi đó, Kim bị tác động do nhiều cuộc nổi loạn. Tại Mãn Châu, người Khiết Đan dưới quyền lãnh đạo của Da Luật Lưu Ca tuyên bố độc lập khỏi Kim và liên kết với người Mông Cổ. Da Luật Lưu Ca được tôn làm một quân chủ bù nhìn của nước Liêu lệ thuộc vào Mông Cổ vào năm 1213. Đạo quân Kim dưới quyền Bồ Tiên Vạn Nô được phái đi chinh phạt Da Luật Lưu Ca song không thành công, Bồ Tiên Vạn Nô nhận thấy Kim bên bờ sụp đổ nên quyết định nổi loạn và xưng vương của Đại Chân vào năm 1215. Ở phía nam, các cuộc nổi loạn nổ ra tại khu vực Sơn Đông, bắt đầu với cuộc nổi loạn của Dương Anh Quốc vào năm 1214. Những người nổi loạn được gọi là Hồng Áo quân, do màu của quân phục mà họ mặc từ năm 1215. Sau khi Trung Đô thất thủ vào năm 1215, người Mông Cổ giảm bớt nỗ lực chiến tranh với Kim, và dồn tài nguyên của họ chuẩn bị cho việc xâm chiếm Trung Á. Người Kim nỗ lực bù đắp tổn thất lãnh thổ của họ cho Mông Cổ bằng cách xâm chiếm Nam Tống vào năm 1217. Chiến dịch thất bại, vì thế dù Kim muốn hòa đàm, song Tống từ chối đề nghị này. Đến năm 1218, sứ thần của Kim bị cấm đến Nam Tống. Người Mông Cổ giảm bớt chiến tranh với Kim, song không phải là ngưng lại, và tiếp tục đến đầu thập niên 1220 dưới quyền Mộc Hoa Lê. Mộc Hoa Lê bệnh mất vào năm 1223, và các chiến dịch chống Kim của Mông Cổ được đình hoãn. Kim làm hòa với Nam Tống, song Nam Tống tiếp tục trợ giúp Hồng Áo quân chống Kim. Thành Cát Tư Hãn mất vào năm 1227. Oa Khoát Đài là người kế vị, và tiếp tục cuộc chiến tranh với Kim vào năm 1230.

## Bao vây Khai Phong
Hai đạo quân Mông Cổ được phái đi vào năm 1230 đển chiếm Biện Kinh. Kế hoạch là một đạo quân tiếp cận thành từ phía bắc, còn đạo quân thứ hai tấn công từ phía nam. Oa Khoát Đài Hãn dẫn đạo quân đóng tại Sơn Tây và em trai ông là Đà Lôi chỉ huy đạo quân đóng tại Thiểm Tây. Oa Khoát Đài và Đà Lôi mắc bệnh nên không thể lãnh đạo, và họ từ bỏ vai trò của mình trong chiến dịch. Oa Khoát Đài sau đó phục hồi thể trạng, song Đà Lôi mất vào năm sau. Tốc Bất Đài thống lĩnh đạo quân Mông Cổ hỗn hợp khi hai đạo quân tụ hợp vào cuối năm 1231 và đầu năm 1232. Quân Mông Cổ tiếp cận Hoàng Hà vào ngày 28 tháng 1 năm 1232, và bắt đầu tụ tập quanh Khai Phong vào ngày 6 tháng 2. Họ bao vây thành vào ngày 8 tháng 4.
Người Kim nỗ lực kết thúc bao vây thông qua hòa đàm. Có một số tiến bộ hướng tới một hiệp định vào mùa hè năm 1232, song việc người Kim ám sát sứ thần Mông Cổ là Đường Khánh cùng những người tùy tùng càng khiến thương thảo là không có khả năng. Người Kim ngày càng tuyệt vọng, họ tuyển mộ hầu hết nam giới có thể chiến đấu trong đế quốc để phòng thủ Khai Phong và chiến đấu với quân Mông Cổ tại các tiền tuyến. Trong khi thương thảo tiếp tục, một bệnh dịch và nạn đói lan truyền trong thành. Các kho dự trữ tại Khai Phong cạn kiệt, thậm chí khi quân đội đã sử dụng vũ lực để cưỡng đoạt lương thực, của cải từ nhân dân. Sự phân rã chính trị trong thành tạo nên những lo ngại vô căn cứ rằng có một sự uy hiếp nội bộ. Một số cư dân trong thành bị hành quyết do bị nghi ngờ là phần tử phản bội.
Tuy nhiên Khai Phong không sụp đổ ngay, người Kim giữ được thành trong nhiều tháng trước khi để thất thủ. Hoàng đế Kim có cơ hội đào thoát vào cuối năm 1232, và rời đi với một đoàn tùy tùng gồm các triều thần. Ông trao lại quyền quản trị thành cho Thôi Lập và rời đến Quy Đức vào ngày 26 tháng 2 năm 1233, rồi đến Thái Châu vào ngày 3 tháng 8. Việc hoàng đế tẩu thoát làm sụp đổ sĩ khí của binh lính thủ thành. Sau khi hoàng đế tẩu thoát, Thôi Lập lập tức hạ lệnh hành quyết những người trung thành với hoàng đế vẫn còn lại trong thành. Thôi Lập nhận thấy việc tiếp tục chống cự là tự sát, nên đã đầu hàng người Mông Cổ. Thôi Lập mở cổng thành Khai Phong và người Mông Cỏ tiến vào thành. Thôi Lập sau đó bị giết trong một tranh chấp cá nhân.
Người Mông Cổ tiến hành cướp phá sau khi thành thất thủ, song không như hầu hết các cuộc bao vây khác ở thời kỳ đó, giao dịch được phép diễn ra. Các cư dân giàu có trong thành bán các xa xỉ phẩm của mình cho quân nhân Mông Cổ để lấy lương thực - vốn đang là nhu cầu cấp thiết. Các thành viên nam giới trong hoàng tộc Hoàn Nhan cư trú trong thành bị bắt và xử tử.

## Kỹ thuật quân sự
Sử gia  Herbert Franke trong đánh giá của mình về trận đánh có nhận xét rằng đây là 1 cuộc bao vây quan trọng đối với các sử gia về kỹ thuật quân sự. Nhiều chi tiết của cuộc bao vây được các sử gia biết đến, dựa trên một tường thuật toàn diện về trận đánh của một quan viên triều Kim sống trong thành. Người Kim đốt hỏa pháo, bắn bằng máy bắn đá về phía đối phương. Một ghi chép đương thời về trận đánh đã thuật lại chi tiết về cách thức những quả pháo được phóng đi. Đầu tiên, một binh sĩ đốt ngòi, dây của máy bắn bị kéo và phóng quả pháo vào không khí. Quả pháo tạo ra một vụ nổ lớn vào lúc nó rơi xuống đất, gây thiệt hại có thể xuyên qua cả áo giáp. Pháo nổ đôi khi làm cháy cỏ trên chiến trường, điều này có thể đốt chết một binh sĩ, ngay cả khi người đó còn sống sau vụ nổ ban đầu. Pháo thời đó thô sơ hơn các chất nổ hiện đại, và thi thoảng chúng sẽ không nổ hoặc nổ quá sớm. Các binh sĩ Mông Cổ chống lại hỏa pháo bằng cách đào hào dẫn đến thành, họ được che bằng khiên làm từ da bò để bảo vệ trước các chất nổ phát hỏa ở bên trên. Các tường thuật chính thức của viên quan triều Kim, được ghi trong một bản dịch của sử gia Stephen Turnbull:
Bởi vậy các binh sĩ Mông Cổ làm các tấm khiên da bò để che đường hào và người bên dưới hào, và dưới hào họ đào các hốc, mỗi hốc đủ lớn để chứa một người, hy vọng rằng bằng cách này các binh sĩ Kim phía trên không thể làm gì. Song ai đó đã đề xuất kỹ thuật thiết hỏa pháo chấn thiên lôi cho người Kim. Khi chúng(những quả pháo) đến chỗ các con hào mà người Mông Cổ đào làm nơi trú ẩn, pháo khởi động, kết quả là các khiên da bò và binh sĩ tấn công đều tan tành không dấu vết.

Bộ binh Kim được trang bị hỏa thương. Hỏa thương là một cái giáo, gắn theo một ống nhồi thuốc súng. Hỗn hợp bao gồm sulfur, than gỗ, diêm tiêu, sứ nghiền, mạt sắt. Ngọn lửa bắn từ hỏa thương xa đến ba mét. Bùi nhùi dùng để bắt lửa vũ khí được trữ trong một hộp sắt nhỏ được các binh sĩ Kim mang theo trong giao chiến. Khi thuốc súng đã bị đốt, có thể sử dụng hỏa thương như một cái giáo thường, hoặc bổ sung một ống mới được nhồi thuốc súng.
Hỏa pháo và hỏa thương của Kim chỉ là hai vũ khí của người Nữ Chân mà người Mông Cổ phải đối diện.Người Kim sử dụng thuốc súng trên phạm vi rộng, song không chắc người Mông Cổ thu được thuốc súng từ người Kim trước thời điểm này. Herbert Franke xác định rằng thuốc súng ở trong kho của cả hai bên, song Turnbull cho rằng chỉ có người Nữ Chân sử dụng chúng. Người Mông Cổ sử dụng máy bắn đá để bắn đá và hỏa cầu vào các công sự của quân Kim, bắn gây thương vong nghiêm trọng trong thành và có tác động rất lớn đến tâm lý của binh lính triều Kim.

## Ý nghĩa lịch sử
Cuộc bao vây Khai Phong làm lụn bại triều Kim, song chưa tiêu diệt được triều đại này. Kim Ai Tông tẩu thoát, song rơi vào cảnh túng quẫn sau cuộc bao vây. Ông ta phái các sứ thần đi cầu viện Nam Tống, cảnh báo rằng người Mông Cổ sẽ xâm chiếm Nam Tống khi Kim bị diệt, và yêu cầu Nam Tống tiếp tế. Nam Tống bác bỏ đề xuất, Nam Tống từng phải tiến hành nhiều cuộc chiến chống Kim, oán giận người Kim về việc họ chinh phục Hoa Bắc trước đây. Thay vì cứu viện Kim, Nam Tống liên kết với Mông Cổ. Họ hợp tác về quân sự và chiếm được các thành cuối cùng nằm trong tay Kim. Đến tháng 12 năm 1233, người Mông Cổ bao vây Thái Châu. Kim Ai Tông không thể thoát được nên quyết định tự sát. Ngày 9 tháng 2 năm 1234, người Mông Cổ chiếm Thái Châu, Kim Mạt Đế tử chiến. Còn Nam Tống về sau cũng bị Mông Cổ dòm ngó, giống như những gì Kim Ai Tông đã cảnh báo.